# Ornamibo (vuilstortplaats)
Ornamibo is een vuilstortplaats in het dorp Ornamibo in het ressort Domburg in Suriname. Het ligt tussen Paramaribo en de plaats Domburg, bij een afslag van de Martin Luther Kingweg. Het grenst aan de Parakreek die nabij in de Surinamerivier uitkomt.

## Open stortplaats
Sinds het laatste kwart van de 20e eeuw wordt naar Ornamibo afval uit andere delen van Suriname gebracht en deels verwerkt. In 1998 startte de regering onderhandelingen met eigenaren van omliggende percelen met voorstellen voor perceelruil.
Ornamibo is een open stortplaats, oftewel een vuilstortplaats waar de verschillende soorten afval niet worden gescheiden. Ook liggen hier gevaarlijke stoffen, zoals ziekenhuisafval, en gaf dc Remi Pollack van Commewijne in oktober 2014 de opdracht om tientallen autowrakken op de afvalberg te storten. Ook is er asbest gedumpt. Door de hoge temperatuur kan asbest fragmenteren en bij branden worden shovels gebruikt die asbest uit elkaar kunnen trekken. In zulke situaties is asbest gevaarlijk voor de gezondheid.
Op de vuilnisbelt lopen afvalrapers die zoeken naar afval dat nog bruikbaar is voor henzelf of voor de verkoop. Er heerst veel stank. De overlast van vliegen en aasgieren wordt voor een deel tegengegaan door afval te bedekken met zand.

## Branden
Terugkerend zijn er branden op de vuilnisbelt van Ornamibo. Van eind oktober tot begin november 2006 duurde het twee weken totdat de brandweer de brand onder controle had.
In 2018 brak er brand uit op de vuilstortplaats, waarna er in de omgeving langdurig grote overlast was van rook en stank. Begin oktober 2023 was er opnieuw een week lang brand.

## Jarenlange plannen voor ordening
Achtereenvolgende regeringen aan het begin van de 21e eeuw hebben ordening van het afval aangekondigd.
In november 2006 kondigde minister Ganeshkoemar Kandhai van Openbare Werken aan om de vuilstort te willen herindelen, nadat er een dagenlange brand had gewoed, en eind januari 2007 werd een moderne vuilstortplaats aangekondigd. Hier werd geen gevolg aan gegeven.
In juli 2018 werd opnieuw de komst van een beter gecontroleerde stortplaats aangekondigd. Medio oktober 2018 ontstond er een brand die dagenlang duurde en tot beroering leidde. Volgens de brandweer zou deze zijn aangestoken door de rapers. In 2019 werd een intentieverklaring voor de verwerking van huishoudelijk afval getekend, die een investering in Ornamibo van rond de 80 miljoen USD behelsde. Afval zou verwerkt en gesorteerd moeten worden, waarbij restafval verantwoord verbrand zou worden en daarmee energie zou worden opgewekt. Voorzien was een fabriek met een capaciteit van 220 ton per dag aan nieuw afval en 95 ton aan verwerking van al aanwezig afval. De ingebruikname was gepland voor begin 2021, maar er is geen aanvang van de bouw gemaakt.
In augustus 2023 installeerde Chan Santokhi een presidentiële werkgroep voor de aanpak van de afvalproblematiek. In maart 2024 verklaarde minister Marciano Dasai van Ruimtelijke Ordening en Milieu dat het project Vuilverbrandingsoven was stopgezet en dat er was gekozen voor sanitary landfills (sanitaire vuilinisbelten). Dit zijn putten met een beschermende bodem waar afval in lagen in wordt begraven en samengeperst. Dit vermindert de natuurschade en maakt natuurlijke afbraak mogelijk, aldus de minister.
Volgens een onderzoek van het Britse consultancybedrijf Utility Bidder uit 2024 zou Suriname na de Filipijnen het slechtste afvalbeheer hebben ter wereld. In het onderzoek komen ook andere landen in de regio in de top 6 voor, namelijk Trinidad en Tobago, Saint Lucia en Guyana.
Suriname kent geen beleid voor de verwerking van asbest, waardoor het in Ornamibo onder de grond verdwijnt (stand 2024).

## Particuliere initiatieven
Een particulier initiatief dat in geheel Suriname actief is om recycling te stimuleren is Support Recycling Suriname (SuReSur). De organisatie werd in april 2015 opgericht met het doel verzamelbakken bij supermarkten te plaatsen. In de loop van de jaren werden ook andere duurzame initiatieven gestimuleerd, zoals zonne-energie, waterkracht, bescherming van natuur en cultuur en het verbeteren van economische kansen voor lokale gemeenschappen.
De Surinaamse Brouwerij is begin jaren 2020 begonnen met de heffing van statiegeld. Het retour ontvangen glas wordt gerecycled.